# Umuara junin
Umuara junin là một loài nhện trong họ Anyphaenidae.
Loài này thuộc chi Umuara. Umuara junin được Antonio D. Brescovit miêu tả năm 1997.